# Mistrzostwa Świata w Biegach Przełajowych 2006
34. Mistrzostwa Świata w Biegach Przełajowych – zawody lekkoatletyczne, które odbyły się 1–2 kwietnia 2006 roku w Fukuoce, w Japonii.

## Rezultaty

### Seniorzy (długi dystans)

#### Indywidualnie
| Medal  | Zawodnik        | Czas      |
| ------ | --------------- | --------- |
| Złoto  | Kenenisa Bekele | 35:40 min |
| Srebro | Sileshi Sihine  | 35:43 min |
| Brąz   | Martin Mathathi | 35:44 min |

#### Drużynowo
| Medal  | Zawodnik                                                                                             | Punkty |
| ------ | --- | ------ |
| Złoto  | Kenia Martin Mathathi (3) Mike Kipruto Kigen (5) Hosea Mwok Macharinyang (6) Simon Koros Arusei (10) | 24 pkt |
| Srebro | Erytrea Zersenay Tadese (4) Yonas Kifle (7) Ali Abdallah (8) Tesfayohannes Mesfen (9)                | 28 pkt |
| Brąz   | Etiopia Kenenisa Bekele (1) Sileshi Sihine (2) Gebre-egziabher Gebremariam (13) Ketema Nigusse (26)  | 42 pkt |

### Seniorzy (krótki dystans)

#### Indywidualnie
| Medal  | Zawodnik             | Czas      |
| ------ | -------------------- | --------- |
| Złoto  | Kenenisa Bekele      | 10:54 min |
| Srebro | Isaac Kiprono Songok | 10:55 min |
| Brąz   | Adil Kaouch          | 10:57 min |

#### Drużynowo
| Medal  | Zawodnik                                                                                                | Punkty |
| ------ | --- | ------ |
| Złoto  | Kenia Isaac Kiprono Songok (2) Benjamin Limo (4) Augustine Kiprono Choge (7) Edwin Cheruiyot Soi (8)    | 21 pkt |
| Srebro | Etiopia Kenenisa Bekele (1) Mohamed Ali Aboosh (5) Sileshi Sihine (12) Gebre-egziabher Gebremariam (30) | 48 pkt |
| Brąz   | Maroko Adil Kaouch (3) Hicham Bellani (14) Khalid El Amri (15) Hamid Ezzine (21)                        | 53 pkt |

### Juniorzy

#### Indywidualnie
| Medal  | Zawodnik      | Czas      |
| ------ | ------------- | --------- |
| Złoto  | Mangata Ndiwa | 23:53 min |
| Srebro | Leonard Komon | 23:54 min |
| Brąz   | Tariku Bekele | 23:56 min |

#### Drużynowo
| Medal  | Zawodnik | Punkty |
| ------ | -------- | ------ |
| Złoto  | Kenia    | 16 pkt |
| Srebro | Etiopia  | 24 pkt |
| Brąz   | Erytrea  | 45 pkt |

### Kobiety (długi dystans)

#### Indywidualnie
| Medal  | Zawodnik         | Czas      |
| ------ | ---------------- | --------- |
| Złoto  | Tirunesh Dibaba  | 25:21 min |
| Srebro | Lornah Kiplagat  | 25:26 min |
| Brąz   | Meselech Melkamu | 25:38 min |

#### Drużynowo
| Medal  | Zawodnik                                                                                    | Punkty |
| ------ | ------------------------------------------------------------------------------------------- | ------ |
| Złoto  | Etiopia Tirunesh Dibaba (1) Meselech Melkamu (3) Wude Ayalew Yimer (5) Mestawet Tufa (7)    | 16 pkt |
| Srebro | Kenia Evelyne Wambui (8) Faith Chemutai (9) Alice Chelangat (10) Mercy Wanjiku Njoroge (12) | 39 pkt |
| Brąz   | Japonia Kayoko Fukushi (6) Yoshimi Ozaki (19) Megumi Oshima (25) Yumi Sato (30)             | 80 pkt |

### Kobiety (krótki dystans)

#### Indywidualnie
| Medal  | Zawodnik                 | Czas      |
| ------ | ------------------------ | --------- |
| Złoto  | Gelete Burka             | 12:51 min |
| Srebro | Prisca Jepleting Ngetich | 12:53 min |
| Brąz   | Meselech Melkamu         | 12:54 min |

#### Drużynowo
| Medal  | Zawodnik                                                                                             | Punkty  |
| ------ | --- | ------- |
| Złoto  | Etiopia Gelete Burka (1) Meselech Melkamu (3) Bezunesh Bekele (9) Teyba Erkesso (12)                 | 25 pkt. |
| Srebro | Kenia Prisca Jepleting Ngetich (2) Beatrice Jepchumba (6) Vivian Cheruiyot (8) Isabella Ochichi (10) | 26 pkt. |
| Brąz   | Australia Benita Johnson (4) Melissa Rollison (11) Anna Thompson (25) Donna Tyberek-MacFarlane (29)  | 69 pkt. |

### Juniorki

#### Indywidualnie
| Medal  | Zawodnik           | Czas      |
| ------ | ------------------ | --------- |
| Złoto  | Pauline Korikwiang | 19:27 min |
| Srebro | Veronica Wanjiru   | 19:27 min |
| Brąz   | Mercy Kosgei       | 19:45 min |

#### Drużynowo
| Medal  | Zawodnik | Punkty |
| ------ | -------- | ------ |
| Złoto  | Kenia    | 10 pkt |
| Srebro | Etiopia  | 29 pkt |
| Brąz   | Japonia  | 58 pkt |

## Tabela medalowa
| Miejsce | Kraj      | Złoto | Srebro | Brąz | Razem |
| 1.      | Kenia     | 6     | 6      | 2    | 14    |
| 2.      | Etiopia   | 6     | 4      | 4    | 14    |
| 3.      | Erytrea   | 0     | 1      | 1    | 2     |
| 4.      | Holandia  | 0     | 1      | 0    | 1     |
| 5.      | Maroko    | 0     | 0      | 2    | 2     |
| 5.      | Japonia   | 0     | 0      | 2    | 2     |
| 7.      | Australia | 0     | 0      | 1    | 1     |